# 2022年哈代拉槍擊
2022年3月27日，两名效忠於伊斯兰国的武裝分子袭击了以色列哈代拉的一个公共汽车站，造成两人死亡，十二人受伤。 

## 襲擊
兩名伊斯蘭國武装分子在當天晚上袭击了一個位於餐馆附近的公共汽车站。伊斯蘭國武装分子用突击步枪故意向平民和警察开枪，两名19岁的以色列边境警察被打死。据以色列红大卫盾会报道， 另有十人受伤，其中包括三名警察。两名伤者受重伤。隨後兩名伊斯蘭國武裝分子被警察击毙。
袭击发生時恰好以色列当局當時正在与埃及、巴林、摩洛哥和阿拉伯联合酋长国的代表以及美國國務卿安東尼·布林肯在斯代博克举行会议。
两名武裝分子在袭击前发布了一段他们在伊斯兰国国旗前拥抱的视频。其中一名武裝分子此前曾因试图前往叙利亚加入伊斯兰国武裝而于2016年入狱。 警方确认武裝分子是来自烏姆阿法姆的阿拉伯裔以色列人。

## 後續
哈马斯和巴勒斯坦伊斯兰圣战运动支持武裝分子發動的袭击。 
出席内盖夫峰会的四个阿拉伯国家外长谴责了这次袭击。 
伊斯兰国当天晚些时候通过阿马克新闻社声称对这次袭击负责，这是伊斯兰国自2017年6月耶路撒冷襲擊事件以来首次声称对以色列境內出現的袭击事件负责。   

## 另見
- 2022年贝尔谢巴袭击